# Цвиккау (район, до 2008)
Цви́ккау (нем. Zwickauer) — бывший район в Германии.
Центром района был город Вердау. Район входил в землю Саксония. Был подчинён административному округу Кемниц. Занимал площадь 511,03 км², с населением в 127 925 человек. Плотность населения составляла 250 человек/км².
Официальный код района был 14 1 93.
После 2008 года стал частью объединённого района Цвиккау в новообразованном дирекционном округе Хемниц.
Район подразделялся на 17 общин.

## Города и общины
Города
1. Криммичау (22 376)
2. Хартенштайн (5 071)
3. Кирхберг (9 461)
4. Вердау (24 368)
5. Вильденфельс (4 005)
6. Вилькау-Хаслау (11 810)

Объединения общин
Управление Криммичау-Деннхериц
Управление Кирхберг
Общины
1. Криницберг (2 304)
2. Денхериц (1 465)
3. Хартмансдорф-Кирхберг (1 475)
4. Хиршфельд (1 282)
5. Фрауройт (5 780)
6. Лангенбернсдорф (3 986)
7. Лангенвайсбах (2 858)
8. Лихтентанне (7 114)
9. Мюльзен (12 521)
10. Нойкирхен (4 439)
11. Райнсдорф (8 721)